# カムチャツカ州

カムチャツカ州
Камчатская область

カムチャツカ州（カムチャツカしゅう、Камча́тская о́бласть）はカムチャツカ半島に2007年7月1日まで存在したロシア連邦の構成主体。極東連邦管区に属していた。同州内にあった連邦構成主体であるコリャーク自治管区を通じてマガダン州とチュコト自治管区に隣接していた。
カムチャツカ州の成立は1932年10月20日にハバロフスク地方の一部としてであり、1956年1月23日に独立した州となった。カムチャツカ州の領域内にはコリャーク自治管区が存在した。
2005年10月23日にカムチャツカ州とコリャーク自治管区の統合の是非を問う住民投票が行われた結果、賛成多数で、2006年7月7日連邦会議の承認を得た。こうして新しい連邦構成主体カムチャツカ地方が2007年7月1日に誕生した。
面積：170,800km2。人口（2002年）：333,644人。民族構成はロシア人：27万7389人（83.14%）、ウクライナ人：1万9841人（5.95%）、民族記載なし：1万1407人（3.42%）、タタール人：3401人（1.02%）、ベラルーシ人：3347人（1.00 %）。平均人口密度（2005年）：0.7人/km2、都市人口率（2005年）：79.2%。

## 下位行政区画

### 地区
7地区からなる：
- アレウト地区（ロシア語版）（Алеутский район）
- ブイストリンスキー地区（ロシア語版）（Быстринский район）
- エリゾヴォ地区（ロシア語版）（Елизовский район）
- ミリコヴォ地区（ロシア語版）（Мильковский район）
- ソボレヴォ地区（ロシア語版）（Соболевский район）
- ウスチ＝ボリシェレツク地区（ロシア語版）（Усть-Большерецкий район）
- ウスチ＝カムチャツク地区（ロシア語版）（Усть-Камчатский район）

### 市町村
59の集落（3市（город / ゴロド）27町（посёлок / ポショーロク）29村（село / セロ））を含む。
以下は2007年1月1日時点で人口1000人以上の集落である（右は人口、単位：千人）：
| - ペトロパブロフスク・カムチャツキー（Петропавловск-Камчатский） 195.1 - エリゾヴォ（Елизово） 39.8 - ヴィリュチンスク（Вилючинск） 24.6 - ミリコヴォ（Мильково） 8.9 - クリュチ（Ключи） 6.4 - ウスチ＝カムチャツク（Усть-Камчатск） 4.4 - ピオネルスキー（Пионерский） 3.1 - コリャキ（Коряки） 3.0 - ラズドリヌイ（Раздольный） 2.8 - エッソ（Эссо） 2.6 - オゼルノフスキー（Озерновский） 2.6 | - テルマリヌイ（Термальный） 2.4 - オクチャブリスキー（Октябрьский） 2.2 - ウスチ＝ボリシェレツク（Усть-Большерецк） 2.1 - ニコラエフカ（Николаевка） 1.9 - ソボレヴォ（Соболево） 1.9 - パラトゥンカ（Паратунка） 1.8 - コズイレフスク（Козыревск） 1.7 - ヴルカンヌイ（Вулканный） 1.6 - ナゴルヌイ（Нагорный） 1.6 - ノーヴイ（Новый） 1.2 - レスノイ（Лесной） 1.1 - アパチャ（Апача） 1.1 - ソコチ（Сокоч） 1.0 |